# Tour de Rijke 2006
Il Tour de Rijke 2006, diciottesima edizione della corsa, valido come evento dell'UCI Europe Tour 2006 categoria 1.1, si svolse il 2 settembre 2006 su un percorso di 200,9 km. Fu vinto dall'australiano Graeme Brown, che terminò la gara in 4h 40' 30" alla media di 42,97 km/h.
Furono 57 i ciclisti che portarono a termine la competizione.

## Ordine d'arrivo (Top 10)
| Pos. | Corridore           | Squadra         | Tempo    |
| ---- | ------------------- | --------------- | -------- |
| 1    | Graeme Brown        | Rabobank        | 4h40'30" |
| 2    | Marco Zanotti       | Unibet.com      | s.t.     |
| 3    | Danilo Hondo        | Team Lamonta    | s.t.     |
| 4    | Roy Sentjens        | Rabobank        | s.t.     |
| 5    | Wouter Van Mechelen | Choc. Jacques   | s.t.     |
| 6    | Stefan Heiny        | Team Lamonta    | s.t.     |
| 7    | William Bonnet      | Crédit Agricole | s.t.     |
| 8    | Steven de Jongh     | Quick Step      | s.t.     |
| 9    | Henk Vogels         | Davitamon       | s.t.     |
| 10   | Alain van Katwijk   | Procomm         | s.t.     |